# キモン

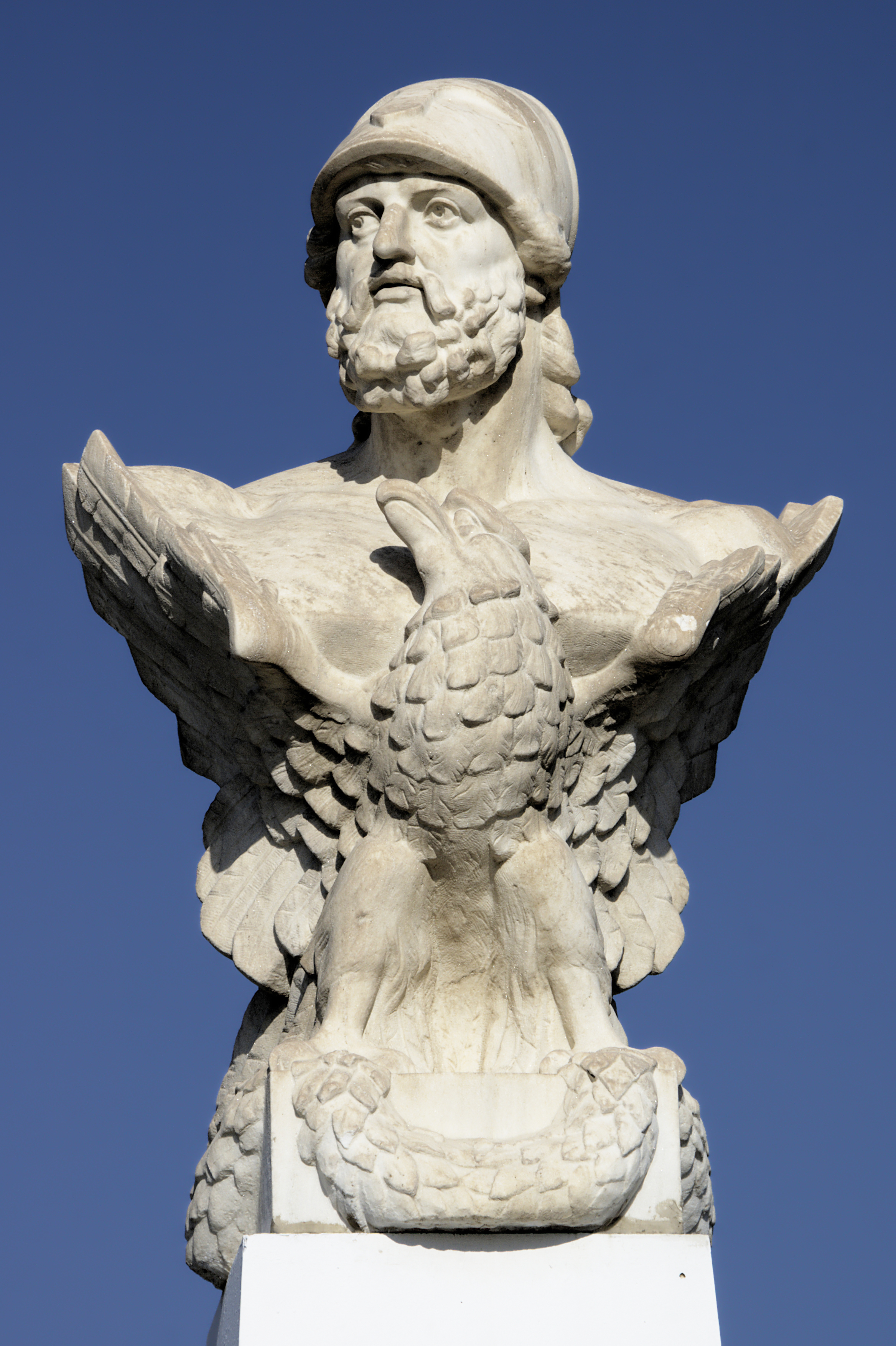
キプロスのラルナカにある、キモンの胸像

キモン（希: Κίμων、ラテン文字転記：Kimon、紀元前510年 - 紀元前450年）は、アテナイの政治家、将軍である。彼はペルシア戦争以降のアテナイの覇権と海上帝国（いわゆるアテナイ帝国）の形成に大きな役割を果たした。

## 早年
キモンはマラトンの戦いでアケメネス朝ペルシア軍を破った英雄ミルティアデスとトラキアの王オロロスの娘ヘゲシュピレとの間に生まれた。また、歴史家のトゥキュディデスとは親戚である。キモンが若い頃、父ミルティアデスがパロス島攻略失敗により国家への背信の罪で告訴され、50タラントンもの大金を罰金として課された。しかしミルティアデスはこれを払うことができずに投獄され、紀元前489年に獄死した。罰金は子のキモンにも引き継がれたが、当然彼にも支払いは不可能であった。当時、彼はエルピニケという実の姉を妻としていたが、彼女に恋したカリアスという裕福な男が彼女を譲ってくれるなら罰金を肩代わりしても良いと持ちかけてきた。キモンは拒否したものの、エルピニケはキモンを父のように獄死させないためにそれを受けた。その後、キモンはメガクレスの娘で名門アルクメオン家の一人イソディケと再婚し、ラケダイモニオスとエレウスの双子を、続いてテッサロスという子を得た。
アルクメオン家、カリアス家、そしてキモン家はいずれもアテナイを代表する大貴族の家柄であり、キモンが関わったこの二件の結婚はペルシア戦争での活躍によってアテナイの第一人者となっていたテミストクレスに対抗するための貴族三家の貴族連合であった。貴族派のアリステイデスの助けもあって、貴族連合の中心に立ったキモンに対する対抗馬となった。
ちなみに、ラケダイモニオスとはラケダイモン人、エレウスはエリス人、テッサロスはテッサリア人という意味で、キモンのこの外国かぶれぶりはペリクレスによって批判された。

## 対ペルシア戦
紀元前477年に将軍に任命されたキモンはアリステイデスとともにビュザンティオンから僭主的で横暴な振る舞いをしていたスパルタの将軍パウサニアスを追い出し、続いてデロス同盟軍を率いてペルシアと戦い、紀元前463年までデロス同盟のほとんどの作戦を主導した。紀元前475年に彼はエイオンを落とし（エイオン包囲戦）、続いて反抗的な態度をとっていたドロペス人の住むスキュロス島を攻略し、島から彼らを追い出した。そして帰国に際して彼はギリシア神話の英雄テーセウスの骨をアテナイに持ち帰り、三つのヘルマ像がアテナイの周りに建てられたという。紀元前469年または紀元前466年にはパンヒュリアのエウリュメドン川の戦いでペルシア軍の陸海軍に対して圧勝し、その時にファセリスなど多くの市がデロス同盟に加入した。

## ケルソネソスにて
小アジアでの勝利の後、キモンはトラキアのケルソネソスに移った。そこで土着の諸民族を征服し、紀元前465年から紀元前463年にかけてトラキア人と戦った。紀元前465年にタソス人がトラキアの鉱山をめぐる紛争からアテナイに対して反乱を起こした際、キモン率いるアテナイ艦隊がタソス艦隊を破って上陸した後、キモンはタソス市を包囲した。タソス人はスパルタに助けを求めたが、地震によって成らなかった。これらの成功にもかかわらずかその故と言うべきか、紀元前463年にキモンはペリクレスらによって、この時マケドニアに侵攻すれば容易くできたにもかかわらずにそれをせず、マケドニア王アレクサンドロス1世から賄賂を受け取ったとして告訴された。しかし、ペリクレスへのエルピニケの口ぞえもあってかキモンは無罪を勝ち取った。

## 追放
スパルタに対してヘロットが蜂起した時（第三次メッセニア戦争）、エピアルテスの反対もあったものの、キモンはそれを押し切って多くの市民の支持をとりつけ、紀元前462年頃に4000人の重装歩兵を率いてスパルタへ自ら援軍として向かった。しかし、アテナイ軍のイトメ山攻略失敗の後、彼らが敵に寝返るのではないかという疑いを持ち、そして彼らがドーリア人でないこと、そして「勇気と革新の気風」によってスパルタ人は（表向きは彼らが必要ではなくなったとして）アテナイ軍だけに帰国を命じた。この侮辱的な扱いによって言いだしっぺのキモンは政治的信用を失い、紀元前461年に10年の期限で陶片追放された。
紀元前457年のタナグラの戦いの時にキモンは戦場に赴いてアテナイ人に協力を申し出たが、拒否された。
キモンの追放を受け、民主派で貴族派のキモンと対立していたエピアルテスは同じく民主派のペリクレスの協力を受けつつアルコン経験者からなる貴族派の牙城アレオパゴス会議の力を削ぎ、権力を民衆側、即ち民会に移し、（エピアルテスが何を、どの程度したのかについては諸説あるものの）民主化を推し進めた。

## 帰国と死まで
キモンの追放の後、アテナイとスパルタとの間で戦争が勃発した（第一次ペロポネソス戦争）。このためにアテナイはキモンの手腕を必要とし、紀元前451年にキモンを呼び戻した。そして自身がスパルタと主客関係を結んでいたこともあってか彼はスパルタとの間に5年の休戦条約を締結した。
翌年、キモンはキュプロス島のギリシア諸都市のペルシアへの反乱を助けるためにキュプロス遠征を提案し、自ら200隻の艦隊を率いてキュプロスへと向かった。彼は60隻を同じくペルシアと戦っていたアミュルタイオス王のいるエジプトに送り、残余の部隊をギリシア諸都市の援軍として用いた。彼はキュプロスの大部分を制圧した後キティオンを包囲した（キティオン包囲戦）が、その途中に病死した。彼の死後、遠征軍は撤退を決定し、サラミスの海戦でペルシア軍を破った後帰国した。
キモンはその後アテナイに葬られた。人々は彼の死を大変悲しみ、記念碑を立てた。生前よりキモンは大変気前の良い人物であり、自分の農地に柵を設けずにそこの収穫物を人に好きなだけ取らせたり、食事を施すなどした。コルネリウス・ネポスによれば、彼の財の恩恵を受けぬ者はいなかったという。

## 註
1. ↑  プルタルコス, 「キモン伝」, 4
2. ↑  ibid, 5
3. ↑  プルタルコス, 「ペリクレス伝」, 29
4. ↑  プルタルコス, 「キモン伝」, 6
5. ↑  ibid, 4; ヘロドトス, VII. 107; トゥキュディデス, I. 98
6. ↑  プルタルコス, 「キモン伝」, 8
7. ↑  ibid, 12-13; トゥキュディデス, I. 100
8. ↑  プルタルコス, 「キモン伝」, 14
9. ↑  トゥキュディデス, I. 102
10. ↑  プルタルコス, 「キモン伝」, 16-17
11. ↑  プルタルコス, 「ペリクレス伝」, 10
12. ↑  プルタルコス, 「キモン伝」, 15
13. ↑  ibid, 18
14. ↑  トゥキュディデス, I. 112; プルタルコス, 「キモン伝」, 15
15. ↑  プルタルコス, 「キモン伝」, 10